# Південно-центральна частина штату Сеара (мезорегіон)
Південно-центральна частина штату Сеара (порт. Mesorregião do Centro-Sul Cearense) — адміністративно-статистичний мезорегіон в Бразилії, входить в штат Сеара. Населення становить 372 200 чоловік на 2006 рік. Займає площу 9944,011 км². Густота населення — 37,4 чол./км².

## Склад мезорегіону
В мезорегіон входять наступні мікрорегіони:
1. Ігуату
2. Лаврас-да-Мангабейра
3. Варзеа-Алегрі

| Бразилія | Це незавершена стаття з географії Бразилії. Ви можете допомогти проєкту, виправивши або дописавши її. |